# الجمعية الكشفية الوطنية في إريتريا
الجمعية الكشفية الوطنية في إريتريا هي المنظمة الكشفية الوطنية في إريتريا. الكشفية في إريتريا تتقاسم تاريخاً مشتركاً مع إثيوبيا، حيث تأسست الحركة الكشفية في عام 1950. الكشافة في إريتريا أصبح نشطة مرة أخرى بعد سنوات عديدة من الحظر من قبل الحكومة ، وفي أوج قوتها. وقد تباطأ الاضطرابات السياسية والاعتبارات المالية أسفل أي نمو. لم ينظر للكشافة في المناسبات الكشفية الإقليمية ولقد عملت فقط على المستوى المحلي.
إريتريا هي واحدة من 29 دولة التي يوجد فيها الكشافة ولكن لم تعد عضوا في المنظمة العالمية للحركة الكشفية، و وليست منظمة معترف بها من أي وقت مضى من قبل المنظمة الكشفية العالمية خلال تاريخ الحركة الكشفية في البلاد.
شارة عضوية الجمعية الكشفية الوطنية فن إريتريا وتتضمن علم إريتريا.